# Rébus
Pour les articles homonymes, voir Rébus (homonymie).
Les rébus sont des énigmes visuelles ou écrites qui consistent à deviner une phrase ou un mot en combinant des sons et des images. Par exemple, un dessin de seau + la lettre « L » = « soleil ».
Ce type de jeu remonte à l’Antiquité, mais c’est au Moyen Âge qu’il se développe véritablement en Europe, notamment dans les blasons et les emblèmes, où il servait à représenter les noms de famille de façon symbolique.
Le mot “rébus” vient du latin non verbis, sed rebus : “pas par des mots, mais par des choses”. C’est donc un langage par les images.
Au XIXe siècle, les rébus deviennent très populaires dans la presse, où ils sont publiés dans des journaux comme des jeux d’esprit pour adultes, bien loin de leur réputation actuelle d’activités enfantines.

Aujourd’hui, ils sont utilisés dans les jeux d’évasion, les énigmes en ligne et même dans la publicité pour leur pouvoir ludique et intellectuel.

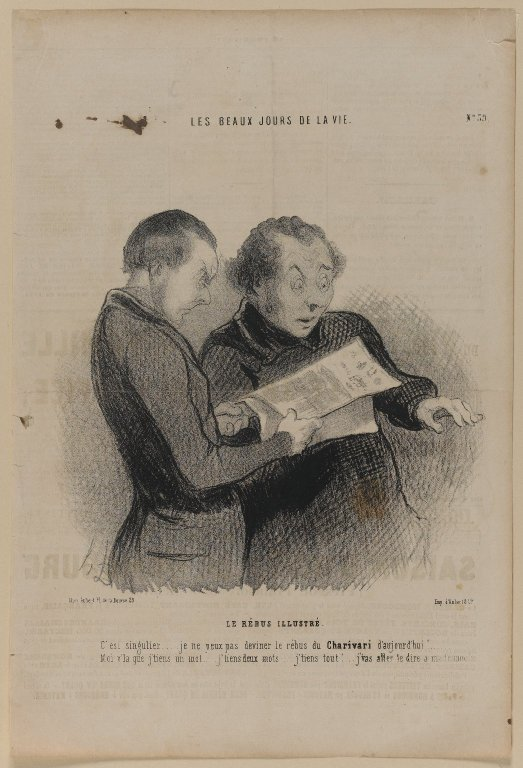
Honoré Daumier, Le Rébus illustré, vers 1845.

Le rébus est un jeu qui consiste à deviner une phrase complète ou un mot à partir d’une ou plusieurs images. Il peut s’agir d’une suite de plusieurs dessins qui, une fois interprétés, donnent les syllabes devant permettre de découvrir une phrase ou un mot, ou un jeu basé sur l’emplacement graphique des lettres, voire sur une simple succession de lettres. Dans ce dernier cas, il s'agit d'allographes.
Au cours des deux derniers siècles, les rébus sont devenus des tests d’intelligence dans les livres pour enfants ou adolescents[réf. nécessaire]. On peut également en trouver dans la presse.

## Étymologie
L'origine du mot est discutée. Le Dictionnaire de l’Académie française, 9e édition  du français  donne au mot « rébus » l'origine suivante : "xvie siècle. Emprunté du latin rebus, ablatif pluriel de res, « chose », parce que, dans ce jeu, les mots sont représentés par des choses." De nombreuses sources indiquent par ailleurs que le mot vient de la location latine De rebus quae geruntur, qui signifie en latin « À propos de ce qui se passe », d'après le nom que des clercs de notaires picards donnaient à des spectacles sarcastiques posant des devinettes sous forme d’images. Toutefois, le Trésor de la langue française informatisé infirme cette explication, l'expression étant postérieure à l'apparition du mot.

## Historique

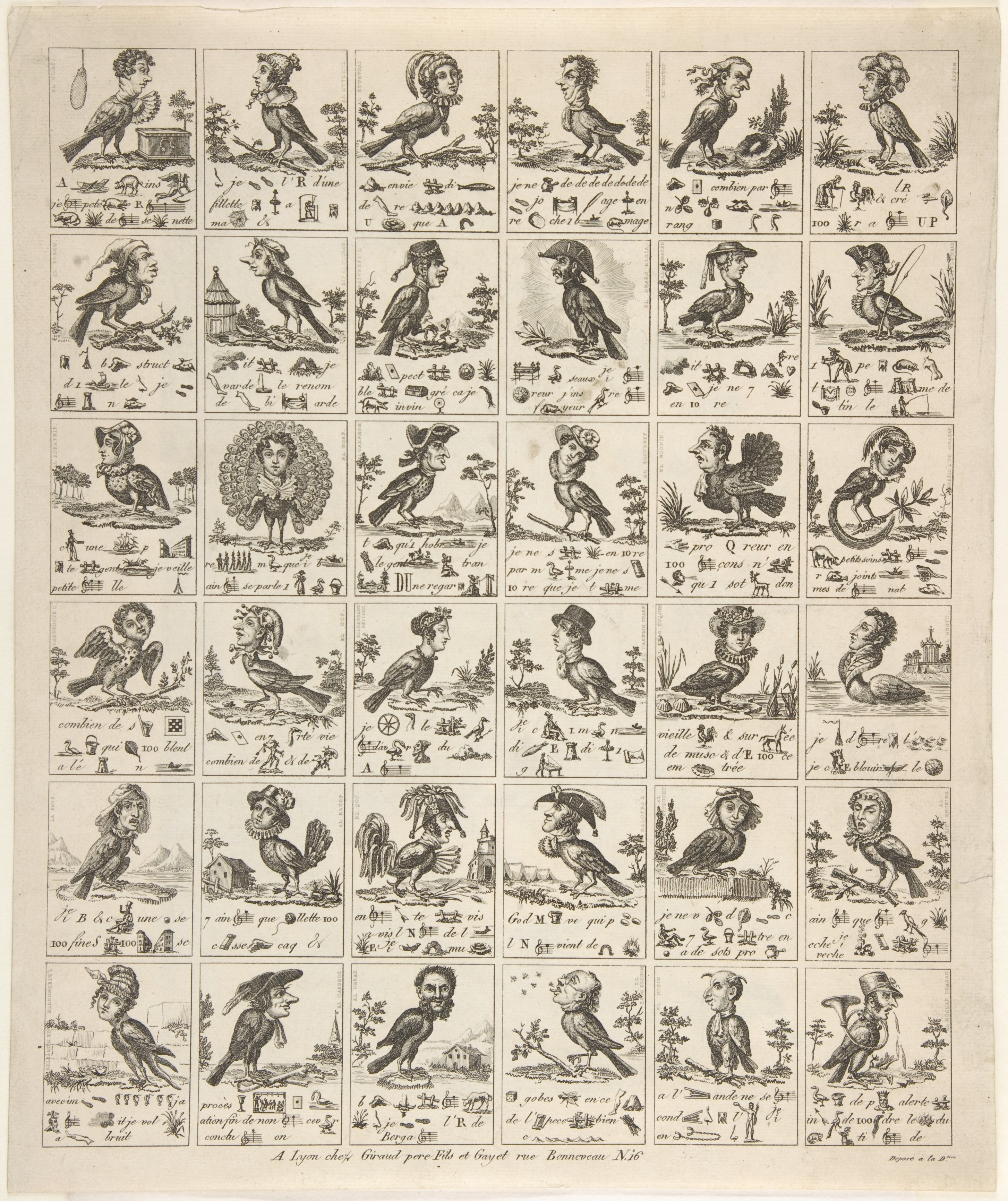
Rébus français du XIXe siècle.

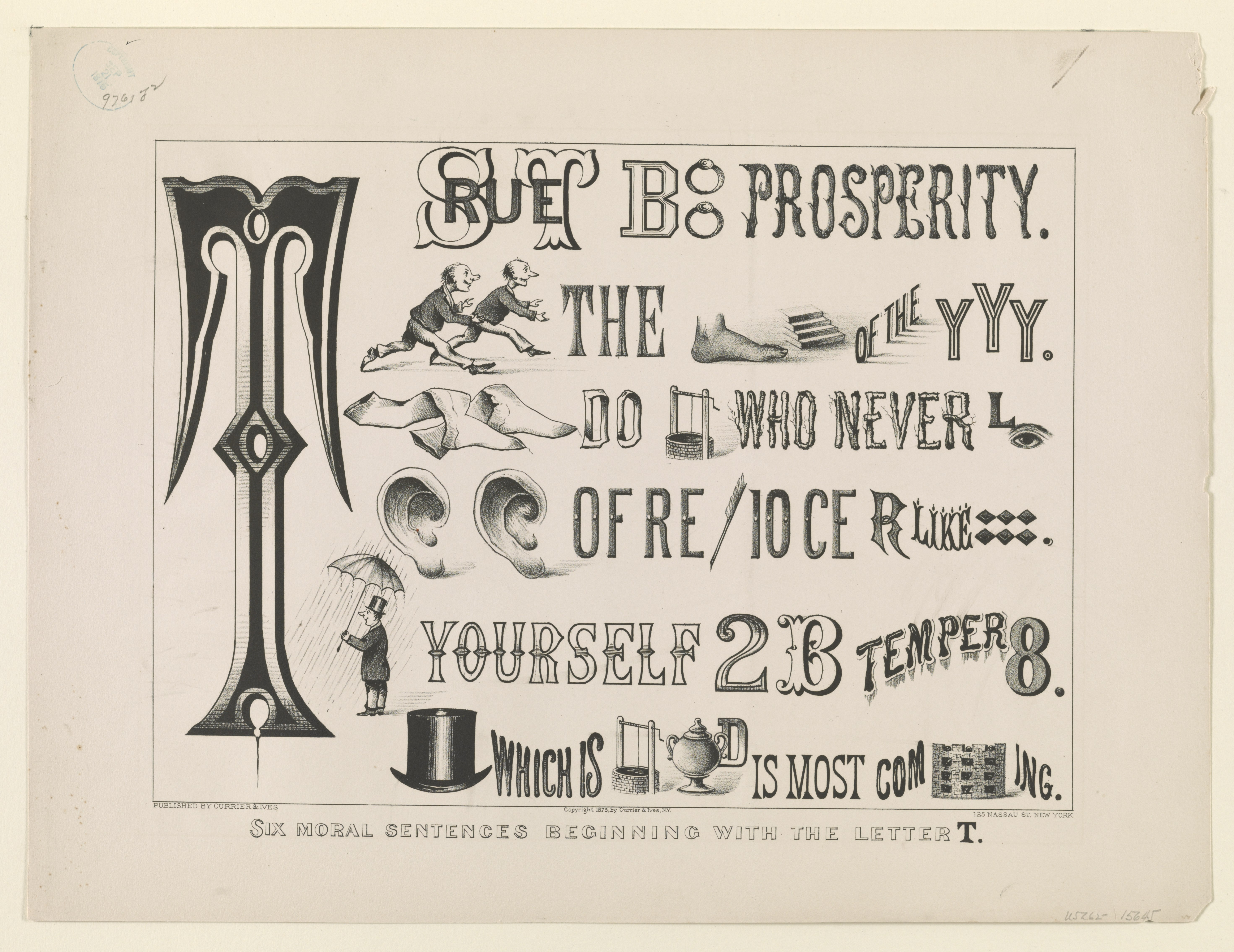
Six proverbes anglais commençant par la lettre T, sous la forme de rébus (1875).

### Recueils de rébus
Au xvie siècle, un recueil de rébus, Rébus de Picardie , a été publié avec 151 rébus.
Au xixe siècle sont publiés des recueils tels Rébus charivariques, publié en 1844.
L'artiste français Gérard Collin-Thiébaut, dont les premiers rébus datent de 1971, commente les arts par des rébus depuis 1991. Il est également l'auteur d'un nouveau genre de rébus : les rébus onomastiques (liés aux noms propres), par lesquels il réalise les portraits de personnalités du monde des arts, de la politique, des médias, etc.
Le dessinateur de presse Honoré, collaborateur de Charlie Hebdo, a publié en 2003 et 2006 deux recueils de "Rébus littéraires" : il s'agit de représentations picturales dont les constituants graphiques, bien qu'agencés assez librement, permettent de deviner une œuvre littéraire ou le nom d'un écrivain.
On peut aussi lire le livre écrit par Édouard Fournier, Énigmes des rues de Paris, dans lequel sont expliqués les rébus des enseignes du Moyen Âge.

### Rébus célèbres
De nombreuses sources racontent que durant le séjour de Voltaire au palais de Sanssouci de Frédéric le Grand, les deux hommes s'échangeaient des rébus et autres messages codés. Frédéric aurait ainsi adressé à Voltaire un rébus, dont la teneur exacte varie selon les sources. On trouve notamment : deux mains sous la lettre P (ou 6 heures sous P, ou A sous P), suivi du nombre 100 sous une scie (ou 100 sous 6), le tout suivi ou non d'un point d'interrogation. Ce  message se lit en français : « Deux mains (ou « 6 heures », ou « À ») sous P à cent sous scie (ou « 6 ») ? », soit : « Demain (ou « 6 heures », ou « À ») souper à Sanssouci ? ».
Voltaire aurait répondu par : « Ga ! », qui se lit « G grand, A petit », en clair : « J'ai grand appétit ! »

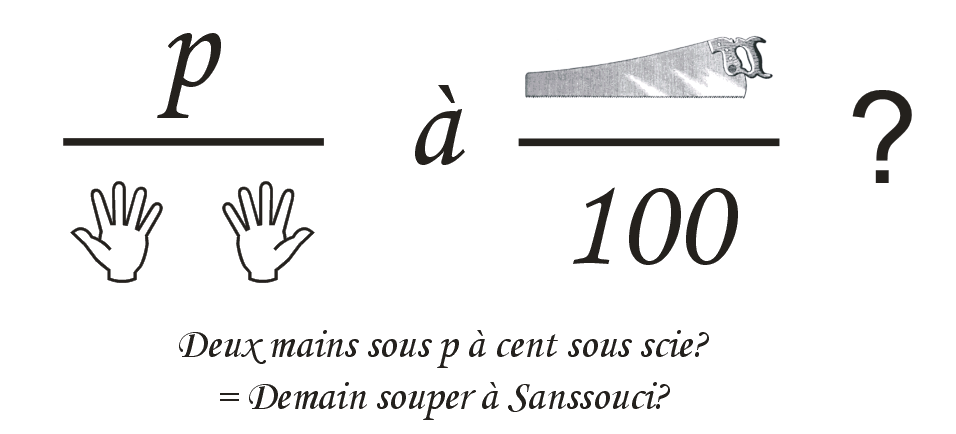
Rébus envoyé à Voltaire par Frédéric le Grand.

## Rébus au sein d'armes parlantes

Blason de la ville de Chaource (France).

En héraldique, on appelle « armes parlantes », les armes comportant des meubles qui expriment plus ou moins complètement le nom du possesseur de ces armes. Entre autres procédés, cette expression peut se faire sous la forme d'un rébus. Il en est ainsi pour le blason de Chaource (France). En héraldique, il se lit : « D'or à un ours de sable, au chef d'azur chargé de deux chats affrontés d'argent, se léchant l'un la patte droite et l'autre la patte gauche », mais il peut aussi se lire comme un rébus : « chats - ours », ce qui se prononce exactement comme le nom de la commune.